# Johannes Jourdan
Johannes Gottlob Ludwig Jourdan (* 10. Mai 1923 in Kassel; † 25. Januar 2020 in Darmstadt) war ein deutscher evangelischer Theologe, Pfarrer, Schriftsteller, Liederdichter und Melodienkomponist.

## Leben
Jourdan wurde als zweites Kind von Mathilde und Gottlob Jourdan am Himmelfahrtstag 1923 geboren. Von seinen insgesamt vier Brüdern starb der zweitjüngste an den Folgen der Pockenschutz-Impfung. Jourdans Vater war ab 1922 Bundessekretär des Westdeutschen Männerbundes und Gemeindediakon in Kassel. Am Zweiten Weltkrieg nahm Jourdan als Soldat teil, er wurde in Russland, Frankreich und Griechenland eingesetzt.
Nach dem Krieg war er zunächst landwirtschaftlicher Lehrling und studierte zunächst Philosophie in Marburg, später auch Theologie. Im Jahr 1952 heiratete er Gertrud Meseck. Aus der Ehe gingen drei Kinder (Barbara, Uta und Martin) hervor. Von 1952 bis 1986 war er Gemeindepfarrer in Darmstadt. Jourdan war Ehren-Beamter der Stadt Darmstadt.
Als Liedtexter hat er mit einer Vielzahl von Komponisten vorwiegend im christlichen Bereich zusammengearbeitet. Besonders hervorzuheben ist die Zusammenarbeit mit Klaus Heizmann und Siegfried Fietz, den er bei einer Jugendveranstaltung der Deutschen Zeltmission kennenlernte und mit dem er zusammen 1973 das Paulus-Oratorium veröffentlichte.
Weiterhin sind Dieter Falk, Berthold Engel, Hans-Martin Sauter, Bernd Arhelger, Florian Sitzmann, Horst Gehann, Hella Heizmann, Bernd-Martin Müller, Walter Scharf, Winfried Siegler, David Plüss Hans-Joachim Reh, Jochen Rieger und Rolf Schweizer  stellvertretend für viele weitere Künstler zu nennen. Seine Texte wurden aber auch von Wilhelm Rettich und Alexander Radvilovich vertont und von Ivan Rebroff interpretiert.
Mit dem russischen Vokalensemble „Anima“ entstanden das St. Petersburger Oratorium und ein Weihnachtssingspiel nach Melodien von Jourdan.
Mit dem Text Du rufst uns, Herr, an deinen Tisch aus dem Jahr 1969 ist Johannes Jourdan im Stammteil des Gotteslobes unter der Nummer 146 vertreten, einem eucharistischen Messgesang, der von Andreas Lehmann vertont wurde. Im evangelischen Kirchenliederbuch Wo wir dich loben, wachsen neue Lieder findet sich das Gebet Du bist mitten unter uns, und wir feiern deine Gaben aus dem Jahr 1990 unter der Nummer 27, das von Hans-Martin Sauter vertont wurde.
Zwei Kinderliederplatten mit Text und Melodie von Johannes Jourdan und Arrangement von Rolf Schweizer sind erschienen sowie Texte für verschiedene Musicals, die in Deutschland, der Schweiz und Russland aufgeführt wurden. Außerdem hat Jourdan zwei Sachbücher zum Thema Frieden und Religion sowie zu Gehirnforschung und mehrere Gedichtbände veröffentlicht, unter anderem herausgegeben von der Gesellschaft Hessischer Literaturfreunde, dem „Wort im Bild“-Verlag und dem Martinus Verlag Darmstadt. Auch als Herausgeber von Gedichtanthologien war Jourdan aktiv. Geehrt wurde er mit der Internationalen Adolph-Kolping-Plakette in Bronze.
In seinem letzten Lebensjahrzehnt schrieb Johannes Jourdan noch 14 Violinsonaten, die zum Teil von Dmitry Smirnov eingespielt wurden und beim Label Jomajomusic veröffentlicht wurden.

## Lieder (Auswahl)
- Auch dieser Tag, Herr (Morgenlied); Melodie: Klaus Heizmann
- Befiehl dem Herrn doch deine Wege (aus: David-Oratorium); Melodie: Siegfried Fietz
- Darin ist erschienen die Liebe Gottes unter uns (Weihnachtslied); Melodie: Siegfried Fietz
- Der Tag vergeht und kommt nie mehr zurück (Abendlied); Melodie: Siegfried Fietz
- Die Hände, die sich falten (Herr, lehr uns beten); Melodie: Bernd Arhelger
- Friede mit euch, Friede mit euch (Segenslied, zusammen mit Hans-Werner Scharnowski); Melodie: Klaus Heizmann
- Jesus, du bist der Weg; Melodie: Klaus Heizmann
- Jetzt ist es wieder höchste Zeit (Weihnachtslied); Melodie: Hella Heizmann
- Lass dir an meiner Gnade genügen (aus: Paulus-Oratorium); Melodie: Siegfried Fietz
- Wäre mein Singen ein Echo der Freude; Melodie: Anne Herring
- Wer von der Liebe singt; Melodie: Siegfried Fietz

## Schriften (Auswahl)
Lyrik:
- Sein Schrei ist stumm.
- Ehre sei Gott in der Tiefe.
- Vertikale Horizonte.
- Mein Leben ist Gnade.
- Auf IHN hofft mein Herz.
- Antwort bin ich.
- als Hrsg.: Lyrik-Anthologie.

Prosa:
- Texte zu 30 religiösen Lied-LPs.
- Fachveröffentlichungen in theologischen Zeitschriften